# 2004 w nauce

## Astronomia
- Martin Rees – Nagroda Henry Norris Russell Lectureship przyznawana przez American Astronomical Society.
- Bruce T. Draine – Nagroda Dannie Heineman Prize for Astrophysics przyznawana przez American Astronomical Society.